# Nessus (mythologie)
Nessus of Nes(s)os was in de Griekse mythologie een centaur, zoon van Ixion en Nephele. 
Hij had de overzetdienst bij de rivier Evenus. Hij droeg Deianira over de stroom, terwijl haar echtgenoot Heracles te voet overstak. Toen Nessus zich aan haar wilde vergrijpen, riep zij Heracles om hulp, die hem met een gifpijl neerschoot. 
Om zich te wreken, gaf de stervende Nessus aan Deianira zijn in bloed gedrenkte hemd. Zijn bloed was door de pijl nu giftig. Hij zei tegen haar dat Heracles haar eeuwig trouw zou blijven wanneer hij het kledingstuk zou aandoen. Later werd Heracles verliefd op een prinses. Zijn vrouw stuurde hem de mantel besmeurd met het bloed. Toen de nietsvermoedende Heracles de mantel omdeed, bleek het bloed hem helemaal te verbranden. 
Een andere versie is dat Nessus Deianira aanraadde zijn bloed, in sommige versies ook nog vermengd met Nessus' zaad, te verzamelen. Dit ook omdat Heracles haar daardoor eeuwig trouw zou blijven. Later drenkte ze dan een kledingstuk van Heracles zelf in het bloed. De gevolgen waren hetzelfde.

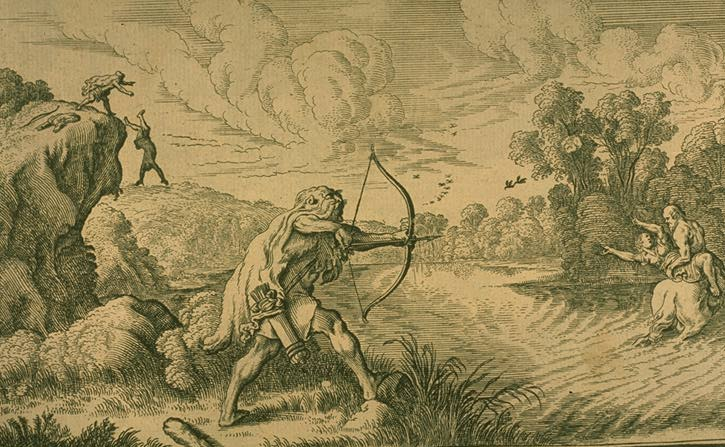
Heracles schiet op Nessus, die Deianira ontvoert Gravure uit Ovid's Metamorphoses Book IX
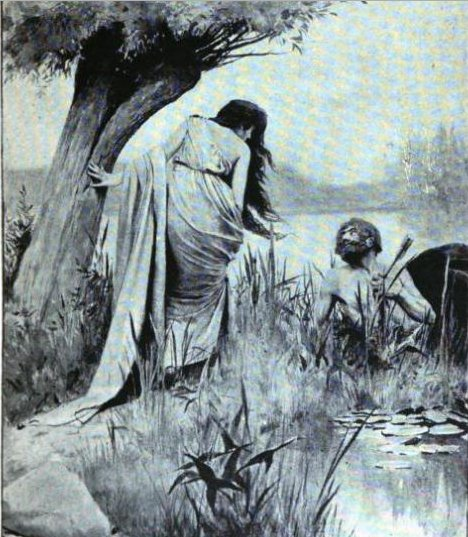
Deianira en de stervende Nessus (ca. 1888), Howard Pyle